# Madison, Virginia
Madison är administrativ huvudort i Madison County i Virginia. Orten har fått sitt namn efter president James Madison. Vid 2010 års folkräkning hade Madison 229 invånare.